# 글리제 832 b
글리제 832 b 또는 Gl 832 b, GJ 832 b는 인디언자리 방향으로 지구로부터 약 16 광년 떨어진 곳에 있는 항성 글리제 832 주위를 도는, 외계 행성이다. 이 행성은 지금까지 발견된 외계 행성들 중 적색 왜성을 도는 존재로는 가장 긴 공전 주기를 갖는다. 항성을 1회 도는 데 걸리는 시간은 3416일이나 걸린다. 항성으로부터의 거리는 3.4 천문단위이다. 2008년 9월 1일 영국-호주 천문대에서 베일리 연구진이 발견했다.

## 참고 문헌
- (영어) Bailey, Jeremy 연구진 (2008). “A Jupiter-like Planet Orbiting the Nearby M Dwarf GJ832”. arXiv:0809.0172 [astro-ph].